# Susan Misner
Susan Misner (Paterson, Nueva Jersey; 8 de febrero de 1971) es una actriz de cine y televisión y bailarina estadounidense.

## Vida personal
Misner creció en Pompton Plains, Nueva Jersey.

## Carrera
Misner interpretó a Grace Davidson en One Life to Live desde el 12 de marzo de 1999 hasta el 17 de noviembre de 1999. En 2002, Misner apareció en la película Chicago, como Liz, con Catherine Zeta-Jones, Denise Faye, Deidre Goodwin, Ekaterina Chtchelkanova y Mýa.
Misner ha aparecido en varias series de televisión, incluyendo tres de las series de Law & Order, Law & Order: Criminal Intent, Law & Order: Special Victims Unit y Law & Order, como también en CSI: Crime Scene Investigation y CSI: Miami.
Susan interpretó a Shayna en un capítulo de Sex and the city (Time and punishment) en 2001. Apareció como Theresa en Rescue Me en 2006 y 2007, y luego como Gretchen Martin en la miniserie de 2007 The Bronx Is Burning. Apareció en dos episodios de Sin rastro durante la temporada de 2004-2005. Interpretó a Alison Humphrey en varios episodios de Gossip Girl y en New Amsterdam. 
En 2010, interpretó la novia del terapeuta Paul Weston en la serie In Treatment y ha aparecido en varios episodios de Person of Interest interpretando a Jessica, una expareja del personaje Reese..
Aparece también en el episodio 6 de la temporada 1 en la serie Gotham, como una médica hipnoterapeuta. 
En 2016 interpreta a la dra. Nora White en la serie Shut Eye.